# Пустинь (Дмитровський міський округ)
Пу́стинь (рос. Пустынь) — село (колишній присілок) у складі Дмитровського міського округу Московської області, Росія.

## Населення
Населення — 30 осіб (2010; 6 у 2002).
Національний склад (станом на 2002 рік):
- росіяни — 100 %